# 入部 (平塚市)
入部（いりぶ）は、神奈川県平塚市に存在する町名。金田地区の内の一つの地名。単独町名であり、住居表示は未実施。2023年9月1日現在の世帯数と人口は0人である。

## 概要
入部は平塚市街から北西方向に遠く離れた位置に所在している町丁である。周辺の他の地名では東と北に入野、南に長持、西に広川とそれぞれ接している。

## 歴史
- 1666年 - 地名を「長持入部」と称する。
- 幕末以前 - 幕府領である相模国大住郡に入部村が存在した。全域で7反の総耕地であったが、5反は小田原藩へ移管された。
- 1889年4月1日 - 大住郡入部村が同郡内の長持村、寺田縄村、飯島村、入野村と合併し、大住郡金田村となる。
- 1896年3月26日 - 郡制の施行のため大住郡が淘綾郡と統合され、金田村の所属郡が中郡に変更。
- 1956年9月30日 - 金田村が平塚市に編入され、金田地区となり。同市の町名としての入部になる。（平塚市#地域も参照）。

## 学区
市立小・中学校に通う場合、学区は以下の通りとなる（2022年3月時点）。
| 番地 | 小学校             | 中学校             |
| ---- | ------------------ | ------------------ |
| 全域 | 平塚市立金田小学校 | 平塚市立金旭中学校 |

## 周辺の交通

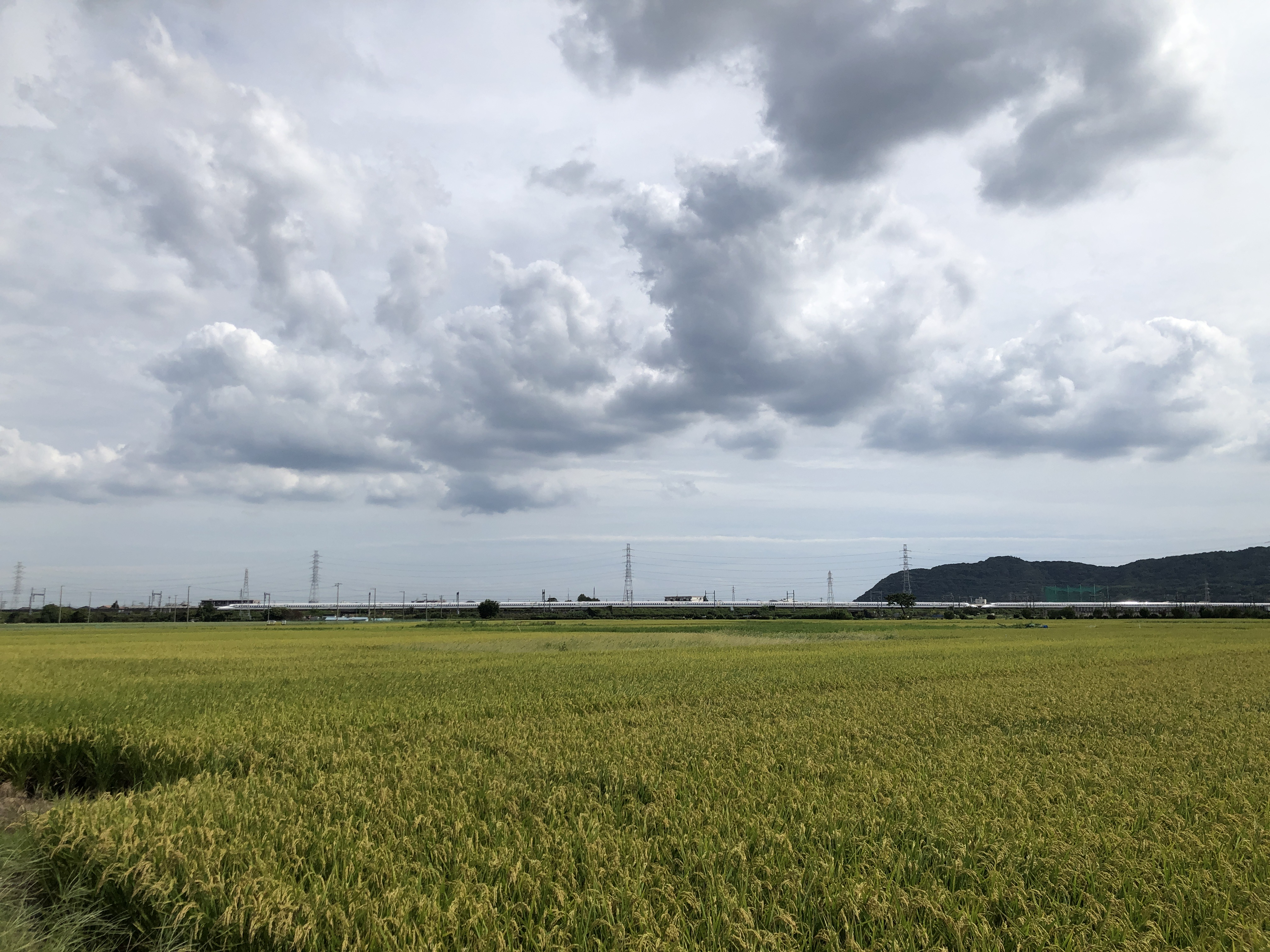
平塚市入部からは東海道新幹線が見えるが、同町域内は通過していない。

- 公共交通機関は一切存在せず、最大の道路は隣町の入野から続く平塚市道入野52号線である。
- 最寄りのバス停は入野にある「水神橋」バス停。

## その他

### 日本郵便
- 郵便番号 : 259-1218[3]（集配局 : 平塚郵便局[6]）。